# Cementerio de Fairmount
El Cementerio de Fairmount (en inglés: Fairmount Cemetery) se localiza en Denver, Colorado, al oeste de los Estados Unidos, fue fundado en 1890 y es el segundo cementerio más antiguo que todavía funciona en Denver después del Cementerio de Riverside. Fue diseñado por el paisajista alemán Reinhard Schuetze. El cementerio es de 280 hectáreas, con más de 3.800 árboles.
El cementerio contiene muchos monumentos finos, con obras de Robert Garrison, John Paulding, Arnold Ronnebeck, Pompeo Coppini y otros. 
El cementerio contiene también 3 estructuras que han sido designadas como monumentos históricos oficiales de la Ciudad de Denver: la Capilla de la pequeña Ivy, la Puerta Lodge, y el Mausoleo Fairmount. La Capilla pequeña Ivy y la Puerta Lodge fueron ambos construidos en 1890, año en el cementerio se abrió, y fueron diseñados por el arquitecto Henry Ten Eyck Wendell. El Mausoleo de Fairmount, fue construido en 1929 e inaugurado en 1930, siendo diseñado por los arquitectos Frederick E. Mountjoy y Francis W. Frewan.